# 奥斯特里库尔
奥斯特里库尔（法語：Ostricourt，法語發音：[ɔstʁikuʁ]）是法国上法兰西大区北部省的一个市镇，位于该省东南部，属于里尔区，是这一地区的一个铁路枢纽。

## 地理
奥斯特里库尔（50°27'16"N, 3°1'51"E）面积7.6 平方千米，位于法国上法蘭西大區北部省，该省份为法国最北部的省份及最长的省份，西北濒北海，西接加来海峡省，南至埃纳省和索姆省，东与比利时接壤。
与奥斯特里库尔接壤的市镇（或旧市镇、城区）包括：瓦阿尼、勒福雷、蒂姆里、瓦尼、杜尔日、埃万马尔迈松。

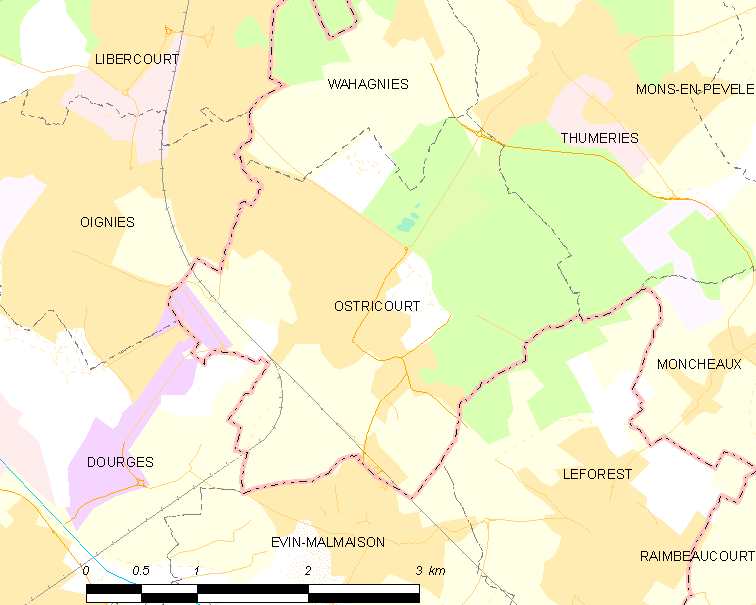
奥斯特里库尔的OSM定位图

奥斯特里库尔的时区为UTC+01:00、UTC+02:00（夏令时）。

## 行政
奥斯特里库尔的邮政编码为59162，INSEE市镇编码为59452。

## 政治
奥斯特里库尔所属的省级选区为阿讷兰县。

## 人口

1962-2008年间奥斯特里库尔人口变化图示

奥斯特里库尔于2022年1月1日时的人口数量为6014人。